# Cantone di Maripasoula
Il cantone di Maripasoula è una divisione amministrativa dell'arrondissement di Saint-Laurent-du-Maroni, nel dipartimento d'oltremare della Guyana.
È formato dai comuni di:
- Apatou
- Papaïchton
- Grand-Santi
- Maripasoula
- Saül